# معاهد أبو قير العليا
أنُشئت معاهد أبو قير العليا في عام 1998 تمشيا مع سياسة الحكومة المصرية لتشجيع التعليم الخاص حيث أصدر المجلس الأعلى المصري للجامعات والمعاهد الخاصة رخصتها والتي تعتبر صالحة اعتبارا من العام الدراسي 2000/2001 وتقدم مجموعة من البرامج التعليمية المتميزة صممت بعناية لمواكبة التغيرات والتحديات المعاصرة. فهذه البرامج تقوم بالتركيز على التطبيق العملي أثناء العملية التعليمية مما يساعد الطالب على اكتساب الأدوات اللازمة لتطوير مهاراته الفكرية والمعرفية واعداده كخريجا متميزا قادرأ على مواكبة متطلبات سوق العمل.

وتقبل المعاهد الطلاب المرشحين من تنسيق الثانوية العامة والأزهرية وطلاب الدبلومات الفنية والمتخلفين عن التنسيق بحد أقصي عام واحد والتحويلات من الكليات والمعاهد وتخضع لشروط التنسيق الخاصة بوزارة التعليم العالي وبقرار المعادلة يحق لخريجي المعاهد القيد بالنقابة وتسجيل الدراسات العليا بالجامعات المصرية والأجنبية، والتقدم للكليات العسكرية للضباط المتخصصين وتضم المعاهد متخصصين

## الأقسام

### المعهد العالي للحاسب الآلي ونظم المعلومات
يمنح درجة البكالوريوس في نظم المعلومات الإدارية بقرار الإنشاء رقم  1434 في 10/9/200 وقرار المعادلة الصادر من المجلس الأعلي للجامعات رقم 244 في 22/9/2013 بمعادلة درجة البكالوريوس في شعبه نظم الملومات الادارية التي يمنحها المعهد بدرجة البكالوريوس في التجارة (إدارة الاعمال - نظم المعلومات الادارية) التي تمنحها الجامعات المصرية.
يؤهل هذا التخصص الطلاب لكي يصبحوا متخصصين في تصميم وتطوير وإدارة المعلومات في كافة المنشآت. حيث يزود هذا البرنامج الدراسي الطلاب بالمعرفة وبالمهارات الضرورية لتحديد واختيار نظم المعلومات، وتصميم وتطوير وتوجيه مصادر المعلومات لغرض دعم نظم القرارات وإدارات العمليات وإنتاج تقارير تستخدم في عملية إتخاذ القرارات الاستراتيجية للمنظمات. كما أنه مُصمم لتزويد الطلاب بالفهم الكامل لتصميم وتحليل الأنظمة والاتصال والبرمجة وقواعد البيانات وكافة مفاهيم إدارة الأعمال، وتوفير المهارات اللازمة لدمج المعلومات الهامة مع كافة العمليات بالمنشأة، والقدرة على إعادة هندسة العمليات والأعمال التجارية وحل المشاكل. ويؤهل هذا التخصص الطلاب للعمل في مجال نظم المعلومات الإدارية، ويوفر لهم المعرفة اللازمة لتصميم وإدارة قواعد البيانات وتحليل النظم وإدارة المشاريع وضمان الجودة. ويستطيع خريجوا هذا البرنامج العمل في مجال نظم المعلومات الإدارية وتحليل الأعمال وإدارة المشاريع وإدارة البيانات في كافة أنواع المنشآت وفي التجارة الالكترونية والاقتصاد الدولي، حيث تتوفر الحاجة المتزايدة إلى متخصصين في مجال نظم المعلومات الإدارية خاصة مع تنامي اعتماد المنشآت على تكنولوجيا المعلومات.

### المعهد العالي للسياحة والفنادق
يمنح درجة البكالوريوس في التخصصات:
1. بكالوريوس دراسات سياحية شعبة (إدارة الأعمال السياحية - إدارة شراكات الطيران - إدارة شركات الملاحة - إدارة الأحداث الخاصة - إدارة الأحداث الرياضية)
2. بكالوريوس إدارة الضيافة شعبة (إدارة الفنادق - إدارة المطاعم - إدارة خدمات الضيافة الجوية والبحرية - إدارة فنون الطهي - إدارة خدمة العملاء - إدارة الاحداث الخاصة)

قسم الإرشاد السياحي : يهدف الي تخريج طلاب ملمين بالمعارف المختلفة المرتبطة بتاريخ مصر وأثارها وحضارتها عبر العصور وكذلك بالمعارف السياحية الأساسية التي تتيح لة القدرة علي العمل في مجال الإرشاد والتعامل مع السائحين
قسم إدارة الضيافة : هو أحد تخصصات إدارة السياحة والفنادق يركز علي إدارة عمليات الضيافة بمجموعة واسعة من الأنشطة والمجالات في قطاع الخدمات بما في ذلك الفنادق والضيافة الجوية والبحرية ويشمل تخصصات إدارة الفنادق - إدارة المطاعم - إدارة فنون الطهي - إدارة خدمات الضيافة الجوية والبحرية - خدمة العملاء   
قسم الدارسات السياحية : يهدف الي تخريج طلاب ملمين بالمعارف والمهارات المطلوبة لسوق العمل السياحي المحلي والإقليمي ويشمل علي تخصصات إدارة الأعمال السياحية - إدارة شركات الطيران - إدارة شركات الملاحة - إدارة الاحداث الخاصة - إدارة الاحداث الرياضية

### المعهد العالي لترميم الآثار
حيث هو معهــد ترميـــم الآثار الخاص الوحيد في مصــــر يحصل الخريج علي درجة البكالوريوس في ترميم الاثار المعادل لدرجة بكالوريوس ترميم الاثار التي تمنحة الجامعات المصرية بقرار المجلس الاعلي للجامعات بالقرار الوزارى رقم 201 لسنة 2009.
وهو تخصص دقيق ضمن تخصصات أقسام كليات الاثار فهو يهتم بدراسة مواد الأثار وصيانتها سواء كانت عضوية أو غير عضوية أو معالجتها كيمائيا وميكانيكا للحفاظ عليها أطول فترة ممكنة مع الحرص علي عدم فقد القطعة قيمتها التاريخية وشكلها الفني الذي وجدت عليه بالأصل وبالتالي الحفاظ علي القيم الثقافية المختلفة كما يهتم القسم بالجانب العلمي والتقني للحضارات والتراث بشكل عام

## التجنيد
تؤجل معاهد أبو قير العليا التجنيد للطلاب حتى سن (28) سنة طبقا للمادة (38) من قانون الخدمة العسكرية والوطنية رقم 127 لسنة 1980أو لحين الحصول على درجة البكالوريوس (أيهما أقرب) حيث يوقف مفعول التأجيل بمجرد حصول الطالب على البكالوريوس أو سحب اوراقه من المعهد أو استنفاذ مرات الرسوب وتبلغ منطقة التجنيد التابع لها بذلك

## طريقة التقديم
1. عن طريق موقع التنسيق الخاص بخدمات تنسيق القبول بالكليات والمعاهد
2. عن طريق مكاتب التنسيق المنتشرة في جميع أنحاء الجمهورية
3. عن طريق القدوم الي مقر معاهد أبو قير العليا